# IC 756
IC 756 је спирална галаксија у сазвјежђу Дјевица која се налази на листи објеката дубоког неба у Индекс каталогу.
Деклинација објекта је + 4° 50' 42" а ректасцензија 12h 2m 57,8s. Привидна величина (магнитуда) објекта IC 756 износи 13,6 а фотографска магнитуда 14,3. Налази се на удаљености од 87,097 милиона парсека од Сунца. IC 756 је још познат и под ознакама UGC 7026, MCG 1-31-15, CGCG 41-29, PGC 38054.